# Andrei Shleifer

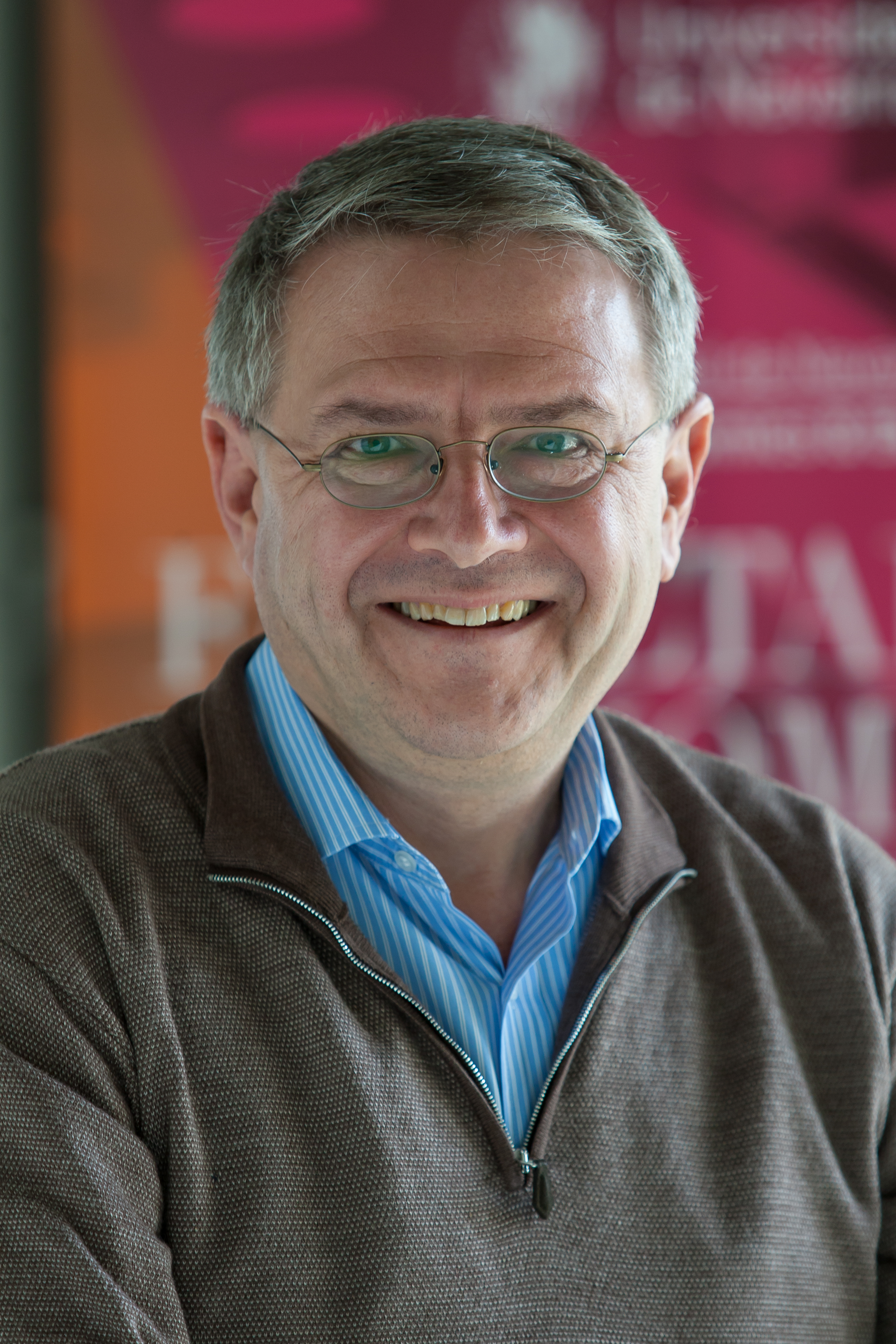
Andrei Shleifer, 2018

Andrei Shleifer, russisch Андрей Шлейфер, (* 20. Februar 1961 in Moskau) ist ein russisch-amerikanischer Wirtschaftswissenschaftler und Professor für Finanzökonomik und Verhaltensökonomik an der Harvard University. Shleifer war in der Periode 1997–2007 der am meisten zitierte Autor in wirtschaftswissenschaftlichen Zeitschriften und wird von IDEAS/RePEc als der Top-Ökonom weltweit eingestuft.

## Leben
Andrei Schleifer wurde in der UdSSR geboren, 1976 wanderte er als Teenager mit seinen Eltern in die Vereinigten Staaten aus. Seinen Ph.D. machte er 1986 am Massachusetts Institute of Technology und war dann bis 1987 an der Princeton University tätig. Nach einem Aufenthalt als Professor in Chicago von 1987 bis 1990 ging der Volkswirt 1991 nach Russland und war dort Berater des Vize-Premierministers Anatoli Borissowitsch Tschubais in Privatisierungsfragen. Ebenfalls 1991 nahm er einen Ruf als Professor an die Harvard University an.

## Wissenschaftliche Arbeiten
Shleifer wurde bekannt durch seine Beiträge zur Legal-Origins-Theorie, die besagt, dass die ökonomische Entwicklung eines Landes zu einem wesentlichen Teil von seinem Rechtssystem beeinflusst wird.
Zu seinen weiteren Themen gehören die Ablehnung der Markteffizienzhypothese, die davon ausgeht, dass der momentane Aktienkurs den besten Schätzwert für den zukünftigen Wert eines Titels darstellt, und Corporate Governance. Bekannt wurden Shleifers Forschungsarbeiten, welche die Auswirkungen des Handelns von Akteuren, die nicht nach dem traditionellen ökonomischen Modell (Homo oeconomicus) handeln, auf Finanzmärkte analysieren. Diese Arbeiten sind Grundlage der Verhaltensökonomik und verdeutlichen, dass Finanzmärkte unter empirisch plausiblen Annahmen ineffizient sein können.

## Aktivitäten in Russland und Kontroverse
In den frühen 1990er Jahren war Andrei Shleifer Berater von Anatoli Borissowitsch Tschubais, damals Vize-Premierminister Russlands, zuständig für das Portfolio des staatlichen Komitees für die Verwaltung von Staatseigentum, und war federführend bei der russischen Privatisierung. In dieser Zeit war das Harvard Institute for International Development der Harvard University mit der US-amerikanischen Behörde für Entwicklungszusammenarbeit (United States Agency for International Development) vertraglich verbunden. In der Periode von 1992 bis 1997 erhielt das Harvard Institute for International Development (HIID) unter der Leitung Shleifers 40 Millionen US-Dollar direkt aus den 300 Millionen US-Dollar, die von der United States Agency for International Development (USAID) budgetiert wurden.
Er war insbesondere damit beauftragt, in Russland eine funktionierende, international zugängliche Börse aufzubauen. Er betreute u. a. auch die schlecht verlaufenden Privatisierungsversuche der ehemaligen Volksbetriebe. Die durch die Abwicklung entstandenen Unternehmen waren die Grundlage für das hohe Aufkommen von Oligopolen und Kartellen in Russland, mit dem Resultat einer hohen Einkommensdisparität und dem Aufkommen einer oligarchischen Oberschicht. Parallel investierte und spekulierte Shleifer selbst – trotz vertraglichem Verbot – in Russland. Hierdurch erhielten er und die Harvard University, so die späteren Vorwürfe, durch Insiderwissen Markt- und Informationsvorteile. Schleifer argumentierte, so die Verteidigung im späteren Prozess, dass er als Berater nicht an den Vertrag gebunden gewesen sei.
Dies veranlasste 1996 den Kongress, eine Untersuchung des Rechnungshofs (General Accounting Office) einzuleiten, der schließlich befand, dass das HIID beträchtlichen Einfluss auf das amerikanische Hilfsprogramm hatte. Das US-Justizministerium erhob 2000 Klage mit dem Vorwurf des Betruges. Im Juni 2004 entschied ein Bundesrichter, dass Shleifer und Hay für Schadenersatz (bis zu 105 Millionen US-Dollar) haftbar gemacht werden könnten, sollten sie für schuldig befunden werden. Im Jahr 2005 endete der Prozess der US-Regierung gegen Shleifer mittels einer außergerichtlichen Einigung. Harvard zahlte eine Strafe von rund 25 Millionen US-$, während Shleifer 2 Millionen sowie dessen Frau 1,5 Millionen US-$ Strafe zahlten.
Des Weiteren werden Shleifer immer wieder – insbesondere akademische – Interessenkonflikte vorgeworfen. So gründete er u. a. den milliardenschweren Investmentfonds LSV Asset Management. Dies wurde auch im Dokumentarfilm Inside Job thematisiert, für den er interviewt wurde.
Shleifers Verhalten wurde durch eine Harvard-interne Kommission beurteilt. In der Folge verlor er den Ehrentitel seines Lehrstuhls, verblieb jedoch als Professor an der Harvard-Universität.

## Ehrungen und Auszeichnungen
1990 wurde Shleifer Sloan Research Fellow. 1999 wurde er mit der John Bates Clark Medal ausgezeichnet. Im Jahre 2000 wurde er in die American Academy of Arts and Sciences gewählt.

## Schriften
- Privatizing Russia, mit Robert Vishny, MIT Press, Cambridge, 1995, ISBN 0-262-02389-X
- The economics and politics of transition to an open market economy, Paris : OECD, Development Centre, 1998
- The Age of Milton Friedman. Journal of Economic Literature 2009, 47:1, 123–135